# Super Nova
Project A-ko (プロジェクトA子, Purojekuto Ēko) ou (Brasil: Super Nova ) é um filme de anime de ação, fantasia, comédia e paródia, que teve várias continuações e um spin-off. Este filme faz referência a outras obras de animes dos anos 70 e 80, como Guerra das Galáxias, O Guerreiro da Estrela Polar e Gundam. O próprio título é uma referência para o filme Projeto China de 1985 de Jackie Chan, Embora o filme não tenha semelhança com o filme Projeto China; o título de trabalho acabou por esse mesmo. No Japão, a estreia ocorreu dia 21 de junho de 1986.
No Brasil este filme chegou através de VHS pela distribuidora Top Tape sob o título de Super Nova.

## Enredo
Uma nave espacial alienígena se colidiu com Graviton City, acabando com toda a população e deixando uma enorme cratera onde Graviton City foi reconstruída. Os estudantes de A-ko, Magami e sua melhor amiga C-ko Kotobuki, uma borbulhante otimista despreocupada, introduz um novo ano do ensino médio para todas as garotas da Graviton High School. Apesar de A-ko possuir velocidade e força sobre-humana, ela se considera uma adolescente comum; ela se preocupa principalmente sobre como chegar na escola a tempo, e cronicamente dorme demais mesmo com seu despertador todas as manhãs. O par chama a atenção indesejada de B-ko Daitokuji, uma colega rica, mimada e brilhante.
B-ko desenvolve uma paixão por C-ko, e está determinada a conquistá-la. As tentativas de B-ko para ganhar C-ko falham e a recorda que ela era rival da A-ko desde o jardim de infância, B-ko cria uma série de mecha pilotado por sua equipe de seguidores do sexo feminino para atacar A-ko todas as manhãs. Toda vez perdendo cada mecha novo e mais poderoso que ela cria, então surge um novo, o "Akagiyama 23", um terno de alta potência que parece um biquíni. B-ko rapidamente se transforma e luta em toda a escola, sem restrição.
Revestida pela espiã Trench "D" e vem monitorando A-ko e C-ko todas as manhãs e manda relatórios para uma grande nave espacial que se aproxima da Terra. A conclusão dos estrangeiros é que eles localizaram uma princesa perdida que eles têm procurado. Os alienígenas finalmente chegam à Terra e começam um ataque total contra os militares de Graviton, que é superada pela tecnologia alienígena. A-ko e B-ko próprias lutam e ainda continuam em toda a cidade, mesmo com a batalha militar dos estrangeiros. C-ko é raptada no meio desse confronto por "D", que revela ser um membro da Lepton Reino de Alpha Cygni, uma corrida só de mulheres de estrangeiros. C-ko é a sua princesa.
Testemunhando o rapto, A-ko e B-ko deixam de lado suas diferenças. Infiltrando-se a nave, A-ko confronta D na nave com a alcoólica Capitã Napolipolita, enquanto B-ko resgata C-ko. B-ko então renega a trégua e abre fogo contra A-ko, D e a capitã, destruindo o sistema de navegação da nave. As terras das naves, precariamente empoleiradas no topo do Comando Militar da Torre da cidade.
A-ko acorda na manhã seguinte, ferida das aventuras do dia anterior, e caminha com C-ko para a escola. As meninas passam por um D despenteado e a capitã pedindo doações para reparar sua nave. O filme termina com B-ko, pronta para mais uma luta, sorrindo como A-ko aparece no horizonte.

## Personagens
A-ko (A子) ou Eiko Magami (摩神 英子, Magami Eiko)
A-ko, é uma menina de cabelos vermelhos que parece ser praticamente invulnerável, com velocidade e força sobre-humana, é a heroína da série e vive em Graviton City, no Japão. A-ko é geralmente amigável, bonita e alegre. Ela tenta levar uma vida normal, e passa muito tempo vendendo roupas, um trabalho em tempo parcial e tem um romance nas sequências. No entanto, ela tem um temperamento explosivo. Ela também tem um grande apetite e uma tendência a adormecer nos dias de aula. Ela e C-ko são ambas estudantes transferidas para Graviton High, mas usam uniformes em estilo de marinheiro em sua antiga escola para a maior parte do filme. Ela tem uma figura atlética e cabelo vermelho grosso que cai pelos ombros. Ela está vestida com o uniforme da escola registrada (que mais tarde se tornou dela traje de batalha icônico), que é uma blusa middy branca com uma gola de marinheiro, lenço vermelho, saia azul, meias brancas até o joelho, e sapatos pretos. Em Project A-ko 4: FINAL, ela realmente não aparece no filme até que ela explode do chão em dela terno batalha durante o casamento. As cenas finais do anime originais indicam maliciosamente que suas habilidades sobre-humanas resultam de ela ser a criança do Superman e da Mulher-Maravilha, que aparentemente são casados. Este último é visto até mesmo de passar capa distintiva antiga.
Dublada por Miki Itō.
B-ko (B子) ou Biko Daitokuji (大徳寺 美子, Daitokuji Biko)
B-ko é bem conhecida em Graviton High como a filha de um magnata industrial local. Sendo um gênio, ela é vista vivendo luxuosamente, tomando uma limusine para a escola e tem vários capangas que a admiram em sua classe. Embora seja aparentemente calma e equilibrada em público, submetendo-se a autoridade de seus professores, B-ko é arrogante e não mede esforços para conseguir o que quer. Seu desejo é roubar a afeição de C-ko longe da A-ko que desenvolve-se uma obsessão. Ela dedica todos os seus recursos para esse objetivo, mas derrotar A-ko parece ser mais importante para ela do que realmente ganhar a aprovação do C-ko. Como A-Ko parece ser a filha do Superman e da Mulher Maravilha, então pode-se argumentar que a B-Ko pretende ser a filha de Tony Stark do Homem de Ferro. Seu pai ostenta um bigode do mesmo estilo que Stark.
Dublada por Emi Shinohara.
C-ko (C子) ou Shiiko Kotobuki (寿 詩子, Kotobuki Shiiko)
C-ko Kotobuki é a melhor amiga de A-ko e depende dela desde que se conheceram no jardim de infância. Embora tenham a mesma idade que as outras duas meninas, C-ko é menos madura. Na versão original japonesa, ela frequentemente se refere a si mesma na terceira pessoa. Embora normalmente seja extremamente alegre, C-ko chora com facilidade ao enfrentar dificuldades. Ela gosta de cozinhar, mas os resultados não são comestíveis.
No primeiro episódio da série, C-ko é revelada para ser a quarta princesa da Quinta Rainha de Lepton Reino de Alpha Cygni, uma corrida só de mulheres de extraterrestres. Ela acidente pousou na Terra quando ela era uma criança, e o Reino de Lepton foi em busca dela desde então. No entanto, C-ko é desinteressada em sua ascendência sobrenatural e quer permanecer na Terra com A-ko.
Dublada por Michie Tomizawa.
Capitã Napolipolita
Napolipolita é uma capitã da marinha do espaço Alpha Cygnan, que passou os últimos 16 anos pesquisando o universo de C-ko. Embora Napolipolita faz boa figura, sempre impecavelmente vestido com um manto e envolvente que rodam dramaticamente com seus óculos de sol, sua fachada quebra rapidamente quando o perigo surge. Durante a longa permanência no espaço, ela se tornou viciado em álcool e desmorona quando ela é incapaz de pegar uma bebida. Napolipolita é supostamente uma paródia do Capitão Harlock.
Dublada por Shūichi Ikeda.
D (Operativo DC138621-S113)
Como um espião para o Reino de Lepton, D foi enviado para a Terra, em busca de sinais de sua princesa desaparecida. Sua missão começa a dar frutos quando ela encontra A-ko e C-ko na corrida para a escola uma manhã. Ela continua a perseguir o casal, apesar de ter sofrido danos corporais acidentais sempre que elas se encontram.
Como a Capitã, D é na verdade uma mulher, mas parece masculina para os olhos de Earthling. Esta confusão é esclarecida no final do primeiro filme, quando ela veste um uniforme escasso para combater A-ko. D poderia ser uma referência ao Vampire Hunter D.
Dublada por Tesshō Genda.
Senhorita Ayumi (亜弓先生, Ayumi-sensei)
A Senhorita Ayumi é professora na Graviton High School que tem os principais personagens de sua turma. Ela é a principal protagonista em uma das sequências.
A Senhorita Ayumi é modelada após a personagem principal da série de TV Creamy Mami, um anime do gênero mahō shōjo de 1980.
Dublada por Asami Mukaidono.
Ume, Ine, Asa e Mari
Estas quatro meninas são amigas de B-ko. Elas são vistas fazendo o que B-ko ordena para elas. Isso varia de um trabalho de reconhecimento para pilotar máquinas de guerra de B-ko, para ajudar seus estágios e incursões de comandos contra quem se atreve a contrariá-la. Elas não são bem pagas e se gripam entre si que só podem dar ao luxo de comer ramen.
Ume é gordinha e usa óculos. Ine é magra e dentuça. Asa é bastante normal para o futuro. Mari é uma gigante com a pele bronzeada e músculos enormes, como Kenshiro de O Guerreiro da Estrela Polar. Ela usa um estilo de luta semelhante, com farrapos de roupa e fica flexionando e tem muitos dos maneirismos de Kenshiro; no entanto, sua voz falando é uma mulher normal.
Ume :Dublada por Megumi Hayashibara.
Ine :Dublada por Yoshino Takamori.
Asa :Dublada por Yoko Ogai.
Mari :Dublada por Sayuri Ikemoto.

## Produção
A produção do primeiro filme incluía vários artistas que mais tarde iria criar outras obras populares, incluindo Kia Asamiya e Atsuko Nakajima. Também é notável a fonte ocidental da trilha sonora, creditada a Joey Carbone e Richie Zito.
Em japonês, "-ko" é um sufixo comum para nomes de meninas, como Hanako, Rumiko e Yuriko, ou mesmo Eiko, que soa apenas como A-ko. O significado literal é "criança", então A-ko é um genérico "Criança A", uma forma comum para fazer referência a personagens periféricos no drama contemporâneo japonês. No documentário making-of para o filme, afirma-se que "A-ko", "B-ko", e "C-ko" foram concebidos como um genérico "Jane Doe" ou mais adaptado para o português "Maria Ninguém".
Project A-ko foi inicialmente planejado para ser parte do anime Sonhos Molhados a série OVAs do gênero pornográfico, mas durante a produção da série, optou-se por fazê-lo em um título mais dominante. A única sequência animada durante Sonhos Molhados nos dias restantes na produção revista é a cena do banho privada de B-ko. Em um aceno para a origem de Super Nova como o episódio de Sonhos Molhados, o proprietário e várias meninas que trabalharam a partir do bordel no Sonhos Molhados durante o episódio "Pop Chaser" pode ser visto de uma das classes de A-ko e B-ko em uma colisão através durante uma sequência de luta no filme.
O diretor Katsuhiko Nishijima (possivelmente em tom de brincadeira) disse que ele assumiu este projeto porque estava faltando alguns dentes na época e precisava do financiamento a partir deste filme para comprar novos. 

## Sequências
Teve três continuações que foram levadas diretamente para o vídeo. A Central Park Media lançou esses OVAs em uma coleção de DVD Project A-ko: Love and Robots:
- Project A-ko 2: Plot of the Daitokuji Financial Group (1987)
- Project A-ko 3: Cinderella Rhapsody (1988)
- Project A-ko 4: FINAL (1989)

Depois desta série original, um spin-off intitulado A-ko the Vs (1990) foi criada e lançado em formato OVA. Nesta série de duas partes (o "Grey side" e o "Blue side"), A-ko e B-ko são parceiras que caçam monstros em um ambiente extraterrestre, com nenhuma relação com a série anterior. A Central Park Media lançou-o como Project A-ko: Uncivil Wars.